# Гомосексуальное поведение
Гомосексуа́льное поведе́ние (англ. homosexual behavior) — вид поведения, характеризующийся наличием физического сексуального контакта с лицом того же пола, сопровождающегося сексуальным возбуждением. При этом сексуальный характер такого контакта осознаётся их участниками. 
Гомосексуальное поведение подразумевает лишь наличие однополых сексуальных контактов, однако не обязательно связано с гомосексуальной или бисексуальной ориентацией индивида. Гомосексуальное поведение также автоматически не подразумевает гомосексуальной идентичности.
Гомосексуальное поведение индивида, обусловленное не направленностью его либидо на лиц своего пола, а связанное с вынужденными обстоятельствами (ситуацией), нередко называют ситуативной гомосексуальностью (также реже — ситуативной бисексуальностью). Ситуативная гомосексуальность проявляется, например, в изолированных однополых группах (например, в местах заключения или в армии) и носит суррогатный характер. Гомосексуальное поведение, не связанное с гомосексуальной или бисексуальной ориентацией, также может наблюдаться в период полового созревания.

## Гомосексуальное поведение и гомосексуальная ориентация

### Культурологический подход
Феномен гомосексуального поведения наблюдается на протяжении всей истории человечества, тогда как понятие «гомосексуальной ориентации» впервые было введено в XIX веке. В частности, во многих первобытных культурах от каждого юноши до вступления им в брак ожидалось, что он будет в том числе сексуально обслуживать одного из мужчин племени. Однако после наступления половой зрелости юноши переходили полностью к гетеросексуальному образу жизни. В отдельных племенах и сегодня гомосексуальное поведение ожидается в определённый период жизни (как правило, юношеский) от всех мужчин.
Анализ исследований Кинси, в результате которых им была получена его знаменитая шкала измерения сексуальной ориентации, позволяет сделать вывод о том, что гомосексуальное поведение не тождественно устойчивой гомосексуальной ориентации личности, так как один и тот же индивид может по-разному вести себя в разных ситуациях и в разные периоды своей жизни. Кроме того, сексуальное поведение и эротические переживания индивида часто не совпадают. Даже в очищенной от явных гомосексуалов выборке Кинси гомоэротические сны и фантазии признали 14 % мужчин и 9 % женщин; у людей со «смешанным» сексуальным опытом рассогласованность поведения и установок встречается гораздо чаще.
Вопрос о разграничении между гомосексуальным поведением, наблюдавшимся и изучающимся издавна, и принадлежностью к социальной категории гомосексуалов впервые открыто поднимается после Второй мировой войны. С 1957 году британское издание Отчёт Вольфендена, подчинённое британскому парламенту, различало «гомосексуальные наклонности» и «гомосексуальное поведение». Первым же такое различие сделал британский христианский теолог Деррик Бейли в 1955 году в работе Homosexuality and the Western Christian Tradition, где он употребил термин «гомосексуализм» для обозначения действий и «гомосексуальность» — для обозначения наклонностей.
Во многих культурах гомосексуальность до сих пор определяется на основе сексуальных действий, по причине отсутствия концепции гомосексуальной идентичности, основанной на сексуальной самоидентификации. В связи с этим некоторые авторы подвергают критике такие термины как ЛГБТ, гей, лесбиянка, бисексуал и другие, называя их неподходящими для незападных культур.
Так как гомосексуальное поведение подразумевает лишь наличие однополых сексуальных контактов и не обязательно связано с гомосексуальной или бисексуальной ориентацией индивида, то можно говорить, в частности, и о гомосексуальном поведении гетеросексуально ориентированного индивида. Подобный случай не следует смешивать с бисексуальной ориентацией.
Различные плоскости понимания понятия гомосексуальности нередко даже в научных исследованиях приводят к смешению гомосексуального поведения, гомосексуальной ориентации и гомосексуальной самоидентификации. По этой причине результаты многих исследований невозможно сравнивать друг с другом.

### Традиционный христианский подход
В консервативном христианском богословии гомосексуальное поведение рассматривается как безусловно греховное, при этом разделение гомосексуальной ориентации (гомосексуальных наклонностей) и гомосексуального поведения (гомосексуальных практик) играет важную роль в богословских рассуждениях.
В частности, в богословии РПЦ, гомосексуальное поведение (гомосексуализм) рассматривается как практика перверсивных однополых сексуальных отношений, тогда как гомосексуальность — как извращённое однополое сексуальное влечение. То есть гомосексуальность рассматривается как состояние, которое находится под контролем человека и которое может не реализовываться в виде гомосексуального поведения.
Согласно позиции Римско-католической церкви, гомосексуальный человек не несёт ответственность за возникновение у него гомосексуальных желаний, наличие которых у человека может стать для него «трудным испытанием», однако он ответственен за гомосексуальное поведение, которое считается недопустимым с точки зрения морали. Поэтому католическое учение призывает таких людей к целомудрию.

## Ситуативная гомосексуальность
Термин «ситуативная гомосексуальность» (англ. situational homosexuality) получил распространение, прежде всего, в зарубежной англоязычной литературе. Этот термин сейчас постепенно входит и в употребление российских авторов. Однако, в российской научной литературе в этом случае чаще используется термин, идущий ещё с советских времён — «ложная гомосексуальность» (в противоположность «истинной гомосексуальности»), подразумевающая временное сексуальное однополое поведение либо бисексуальность.
Российские специалисты также различают транзиторную и заместительную гомосексуальность (имеющую преходящий характер, вызванную отсутствием лиц противоположного пола) и невротическую гомосексуальность (при которой гомосексуальная активность вызвана тем, что реализация гетеросексуальной близости блокируется психологическими причинами). В отличие от «ядерной гомосексуальности», вызванной особым типом функционирования центров головного мозга, регулирующих половое поведение, три других термина описывают гомосексуальное поведение, не свойственное потребностям личности: индивид не испытывает сексуального влечения к лицам своего пола, а во время однополого акта нередко имеет гетеросексуальные фантазии.
Классическая немецкая сексология и психиатрия кроме «подлинной гомосексуальности» (нем. Neigungshomosexualität) и «псевдогомосексуальности» (нем. Pseudoxomosexualität) отдельно рассматривают подростковую гомосексуальность (нем. Entwicklungshomosexualität), характерную для периода полового созревания, и невротическую гомосексуальность (нем. Hemmungshomosexualität), часто вызванную отсутствием опыта общения с противоположным полом и, как следствие, наличием страха сексуального контакта. Впервые термин «псевдогомосексуальность» был предложен Рихардом Крафт-Эбингом.
Некоторые социологи считают, что само понятие ситуационного гомосексуализма используется для того чтобы усиливать гомофобию, позволяя тем, кто занимался активным однополым сексом в условиях тюрьмы или армии продолжать называть себя натуралами, чтобы избежать проявлений гомофобии по отношению к себе. Их «пассивных» сексуальных партнеров при этом называют «настоящие гомосексуалисты» и таким образом провоцируют проявления усиленной гомофобии по отношению к ним, понижая их социальный статус в однополом коллективе.

### Транзиторная или подростковая гомосексуальность
Транзиторная (проходящая) гомосексуальность сопровождается наличием сексуального интереса к представителям того же пола. Однако такой интерес является ограниченным во времени и наблюдается, как правило, в возрасте юношеской гиперсексуальности, для которой часто характерно сексуальное любопытство.
Характерной особенностью транзиторной подростковой гомосексуальности является её игровой, экспериментаторский характер. Она не связана с гомосексуальной ориентацией (подсознательным сексуальным влечением к лицам своего пола) и для подавляющего большинства подростков является лишь одним из этапов приобретения гетеросексуального опыта.
По данным Д. Н. Исаева, около 8—10 % подростков проходят этап гомосексуальной влюблённости. Альфред Кинси показывает в своих исследованиях, что сексуальные игры со сверстниками своего пола практиковали в детстве 33 % женщин и 48 % мужчин. По другим данным, около 30 % мужчин на стадии сексуального созревания имели сексуальные контакты с другими мужчинами.

### Псевдо-, или ложная, гомосексуальность
Псевдогомосексуальность определяется как гомосексуальное поведение, не связанное с проявлением сексуальности, но осуществляющееся под воздействием страха, агрессии, зависимости, доминирования или других причин.
Гомосексуальное поведение, не связанное с однополым влечением, нередко наблюдается в закрытых однополых коллективах при отсутствии лиц противоположного пола. Такая ситуация может возникнуть, например, в армии, в местах лишения свободы, на кораблях дальнего плавания и подводных лодках, в монастырях и духовных семинариях, в школах-интернатах. При этом отсутствует сексуальный интерес к своему полу, и однополый контакт связан лишь с отсутствием доступных лиц противоположного пола, которые замещаются лицами своего пола.
К проявлениям такой ложной гомосексуальности относят также гомосексуальные контакты, вызванные финансовым интересом. Многие мужчины-проституты, являясь гетеросексуалами, вынуждены оказывать сексуальные услуги мужчинам, не видя иного способа заработка, при этом испытывая отвращение к однополому сексу. Особенно это касается молодых парней из провинции, которые не имеют ни образования, ни жилья в городе и легко становятся жертвой сутенёров, которые подсаживают их на наркотики.

### Невротическая гомосексуальность
Невротическая гомосексуальность описывается в литературе как поведение, характерное для психопатичных или невротичных людей, которые имеют комплексы по отношению к противоположному полу и остались в их психосексуальном развитии на фазе построения связей со своим полом. Невротическая гомосексуальность часто наблюдается у людей с низким интеллектом или с дефектами развития органов головного мозга, а также у лиц с шизофренией.
Нередко невротическая гомосексуальность может быть связана также и с педофильскими наклонностями.
Гомосексуальное поведение часто наблюдается у лиц с различными формами девиантного сексуального поведения. В частности, по данным исследователей, среди лиц, вступавших в сексуальные контакты с животными, большая доля опрошенных практикует наряду с разнополыми также и однополые сексуальные контакты и ведёт беспорядочную половую жизнь.